# Теренс Паркін
Теренс Паркін (англ. Terence Parkin, 12 квітня 1980) — південноафриканський плавець.
Призер Олімпійських Ігор 2000 року, учасник 2004 року.
Призер Чемпіонату світу з плавання на короткій воді 2000 року.
Переможець Кубку світу з плавання 2000, 2002, 2003 років, призер 2001, 2005, 2009 років.
Переможець Всеафриканських ігор 1999 року.
Призер Пантихоокеанського чемпіонату з плавання 1999 року.
Призер Ігор Співдружності 2002 року.